# Чемпіонат Полтавської області з футболу 2020
У Вищій лізі Чемпіонату Полтавської області взяли участь 8 команд. Переможцем вп'яте поспіль стала «Олімпія» (Савинці).

## Вища ліга

### Підсумкова таблиця
| М | Команда                            | І  | В  | Н | П  | РМ    | О  |
| - | ---------------------------------- | -- | -- | - | -- | ----- | -- |
|   | «Олімпія» (Савинці)                | 14 | 12 | 1 | 1  | 44−8  | 37 |
| 2 | СК «Полтава»                       | 14 | 10 | 1 | 3  | 26−8  | 31 |
| 3 | «Великі Кринки»                    | 14 | 7  | 3 | 4  | 26−21 | 24 |
| 4 | «Колос» (Великі Сорочинці)         | 14 | 6  | 4 | 4  | 17−14 | 22 |
| 5 | «Стандарт-Нафтогаз» (Нові Санжари) | 14 | 6  | 1 | 7  | 18−22 | 19 |
| 6 | «Інваспорт» (Полтава)              | 14 | 5  | 2 | 7  | 23−21 | 17 |
| 7 | ФК «Лубни»                         | 14 | 2  | 2 | 10 | 4−35  | 8  |
| 8 | «Локомотив» (Гребінка)             | 14 | 0  | 2 | 12 | 4−33  | 2  |